# Macrocalamus tweediei
Macrocalamus tweediei — вид змій родини полозових (Colubridae). Ендемік Малайзії.

## Поширення і екологія
Macrocalamus tweediei мешкають в горах Кемерон-Хайлендс, на кордоні штатів Селангор і Паханг, на висоті 1510 м над рівнем моря. Вони живуть у вологих гірських тропічних лісах.